# Sportblitz
Sportblitz ist die Sportfernsehsendung von Radio Bremen, der kleinsten Landesrundfunkanstalt der ARD. Sie wird werktäglich um 18:06 Uhr (bis September 2013 um 19:15 Uhr) ausgestrahlt, was gemessen an der Häufigkeit ein Unikum in der ARD-Medienlandschaft darstellt. Die Entwicklung des Konzeptes ging 1990 von Jörg Wontorra, dem damaligen Sportchef des Senders, aus. Inhaltlich deckt das Programm das Sportgeschehen in Bremen und Bremerhaven ab – zumeist ist ein Interviewgast geladen.
Nach einjähriger Planung wurde die Sendung umstrukturiert und erhielt am 1. September 2013 neue Sendezeiten sowie ein neues Studio.